# The Scooby-Doo Project
The Scooby-Doo Project (lett. Il progetto Scooby-Doo) è un cortometraggio diretto da Chris 'Casper' Kelly, Larry Morris e Steve Patrick.
Il titolo si riferisce al film The Blair Witch Project - Il mistero della strega di Blair di Daniel Myrick e Eduardo Sánchez nel 1999.

## Trama
La banda di Scooby si perde nei boschi mentre cerca di risolvere il mistero di una misteriosa creatura in agguato nella foresta.